# Диченский (хутор)
Диченский — хутор в Каменском районе Ростовской области.
Входит в состав Старостаничного сельского поселения.
Ещё на этом хуторе снимали фильм «Тихий Дон»

## География

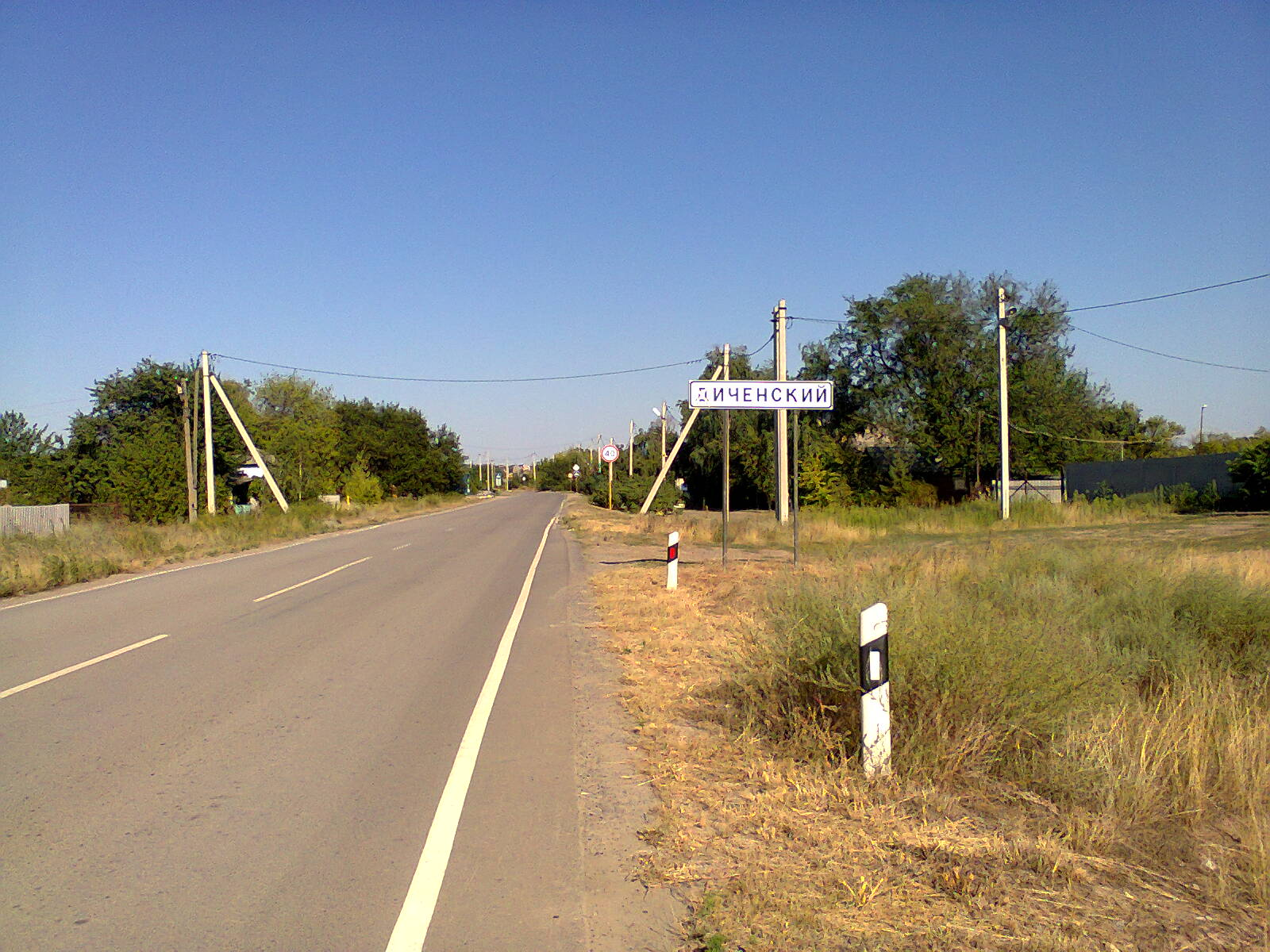
Въезд в Диченский со стороны трассы М4

### Улицы
- ул. Левитана,
- ул. Степная,
- пер. Крутой,
- пер. Новый.

## История
Хутор Диченский входит в число старейших и знаменитых хуторов Дона. Основан 22 сентября 1671 года потомками Алексея Дичина, одного из первых поселенцев Каменского городка. Имелось одноклассное приходское училище, ветряная мельница. Был в составе Каменского юрта Донецкого округа. Состоял из двух частей: Верхне-Диченского и Нижне-Диченского. Казаки хутора служили в 10-м, 27-м и 44-м полках. По мнению Атамана Всевеликого Войска Донского П. Н. Краснова, 10-й казачий (Гундоровский) полк, в составе которого воевали многие жители хутора, вместе с Корниловским и Марковским офицерскими полками, был лучшим полком во всем белом движении. В 1918 году атаманом хутора был Диченсков Иван Максимович. Во время «стояния на Донце» в феврале-мае 1919 года хутор был занят красными. Обстреливался из орудий, что повлекло жертвы среди мирного населения.
Большую известность принесли хутору съёмки киноверсий романа М. А. Шолохова «Тихий Дон» в 1930 и 1957 годах. Хутор Диченский был утвержден на «роль хутора Татарского» самим М. А. Шолоховым, как наиболее удовлетворяющий описанию в романе.
В 1930 году фильм снимали режиссёры И. Правов и О. Преображенская. Почти все съемки проходили в Диченском. Для съемок усадьбы Листницкого в расположенных неподалёку Дубках (рядом с бахчами жителей хутора) были специально выстроены кинодекорации. В массовых сценах и даже в эпизодических ролях снимались жители хутора — свидетели и участники описываемых событий. Актёры жили в семьях казаков, старались перенять каждую деталь, каждую мелочь в поведении, быту местных жителей.
Многие семьи были раскулачены и сосланы в Сибирь. Особенно много жизней унес голод 1933 года.
26 июня 1989 года под хутором из реки Северский Донец был поднят средний танк Т-34-76 и установлен в городе Каменск-Шахтинский в качестве памятника на площади Труда.

## Население
| 2010 |
| ---- |
| 563  |